# فوجیتسو زیمنس
فوجیتسو زیمنس (انگلیسی: Fujitsu Siemens) شرکت سخت‌افزار آلمانی است، که در سال ۱۹۹۹ توسط شرکت‌های فوجیتسو و زیمنس تأسیس شد.